# Saurornithoides
Saurornithoides är ett släkte med fågelliknande dinosaurier som hittats i sydvästra Mongoliet,<reffossilet av Saurornithoides påträffades i Djadochta Formation, Gobiöknen.</ref>, och som tros ha levt någon gång under Santonian- / Campanian-skedet för cirka 85-77 miljoner år sedan. Dess namn betyder "Lik ödlefågel", då den har stora likheter med fåglar, som av majoriteten av forskare tros vara överlevande släktingar till dinosaurierna, och ofta betraktas som en systertaxon till Troodontidae. Saurornithoides hittades av American Museum of Natural History 1923, och typarten S. Mongoliensis beskrevs av H. F. Osborn 1924, och var den första av sitt slag som påträffats i Asien. Senare beskrevs en till art, S. junior (Barsbold, 1974), men den har nyligen klassats som ett eget släkte, Zanabazar junior.

## Beskrivning
Fynden efter Saurornithoides är ganska inkompletta, men det var troligen en mycket typisk Troodontid. Den var troligen gracilt byggd i kroppen, hade troligtvis en lång, smal svans, långa bakben och smidiga framben med välutvecklad gripförmåga. Den blev troligtvis cirka 2-3 meter lång. Som alla Deinonychosaurier var Saurornithoides tå II på vardera foten särskilt smidig, och bar krökta klor som kunde fällas upp. Sauruornithoides hade stora ögon, och därför var synen troligen välutvecklad. Dess hjärna var också stor (vägde cirka 100 gram) jämfört med de flesta andra theropoders, och troligen var den mer intelligent än genomsnittet av dinosaurier.

## Kost och livsstil
Forskarna tror att Saurornithoides små vassa tänder tyder på att den levde av smådjur. Insekter, ödlor och mindre däggdjur kan då ha stått som huvudsaklig föda. Medan det har spekulerats i att vissa Troodontider delvis kan ha levt av växter, och har tänder med sågtandad kant på både framsidan och insidasidan, har Saurornithoides endast sågtand på insidan. Eftersom Saurornithoides hade så stora ögon, finns det en möjlighet att den var nattaktiv som vår tids ugglor och tvättbjörnar.